# Лудвиг Вацулик
Лудвиг Вацулик (на чешки Ludvík Vaculík) е чешки писател, публицист, дисидент, автор на манифеста „Две хиляди думи“ и основател на самиздат изданието „Петлице“ (Petlice). Изявен моравски патриот. В своето творчество ползва и родния си, влашки диалект. Автор на манифеста “Две хиляди думи”. Предполага се, че той е един от авторите на „Харта 77“. Един от най-близките съратници на Вацлав Хавел, последният президент на Чехословакия и първия на Чехия.

## Биография
Лудвиг Вацулик е роден на 23 юли 1926 г. в Броумов (днес част от Броумов-Билнице) – Моравия. Син на дърводелец. 
През 1943 г. завършва двугодишен курс за работа в компанията за производство на обувки Бата в Злин. Там работи до 1946 г. Едновременностова учи в двегодишно професионално училище за производство на обувки (1941 - 1943) и бизнес училище за външна търговия (1944 - 1946). От 1946 г. учи политическа и социална журналистика в Пражкия университет. Завършва през 1950 г. В края на обучението си и след дипломирането си е възпитател в училището за чиракуване на Асоциираните памучни фабрики в Бенешов над Плоучни (1948 - 1950) и чешките заводи за тежко машиностроене в Прага (1950 - 1951). След две години редовна военна служба той е назначен като редактор в отдела за политическа литература на издателство Rudé právo (1953 - 1957) и в селскостопанския седмичник Beseda venkovské family (1957 - 1958). През 1958 г. се премества в Чехословашкото радио и води младежка предаване, където създава цикли от репортажни програми и програми разискващи проблемите на подрастващото поколение като: Mikrofon mnojách и Včera mi bi pancaj. През септември 1965 г. той приема позиция в редакцията на Literární noviny (по-късно Literární listy, Listy), където се посвещава на обществено-политическата журналистика и има значителен принос в конструирани на критичния му характер. Тогава това е най-изявеното периодично издание на реформаторската интелигенция. Става и главен редактор на изданието. Там остава до закриването му през 1969 г. Днес се приема, че истинското му навлизане в литературата става с публикуване на неконформисткия роман „Секирата“, където е описна съдбата на бащата му.
В историята той ще остане като признат автор на поредица от фейлетони, написани в добрите чешки традиции.
На IV конгрес на Чехословашкия съюз на писателите, състоял се през юни 1967 г., той заявява, че „за двадесет години няма решен нито един от екзистенциалните човешки въпрос“ (за времето си много смело изказване) и добавя, че „съвестните хора в Чехословакия не намират защита в законите на страната и подкрепа от управляващите“. Последствията не закъсняват. Още на следващия ден той е изключен от партията и трябва да предаде партийната си книжка. Възползвайки се от последвалата политическа либерализация той създава основният текст на манифеста „Две хиляди думи“, който е публикуван във вестник Литературни листи (Literární listy). Публикацията на манифеста  предизвиква остра реакция по върховете на властта, но го прави изключително популярен в Чехословакия. Той е и сред първите, подписали „Харта 77“. Поради това той е подложен на масиран натиск от страна на Държавна сигурност.
Дори след промените през 1989 г. Вацулик остава критичен и открито се противопоставя на новата политическа конюнктура. Той остава верен на анализа си наситен с интелектуална острота, почтеност на точна преценката на ситуацията, което представя с изключителна дарба и езиково богатство.
Политическите му възгледи обаче са монархически. През 1999 г. подписва монархическата декларация „На прага на новото хилядолетие“, чийто автор е писателят Петър Плацак. Лудвиг Вацулик се приема и като наследник на Франц Кафка. Темите засегнати в творбите му ката: Чешкият мечтател (Český snář) и Пуйчетата (Morčata) клонят към екзистенциализма.
Лудвиг Воцулик се занимава и с фотографията. Някои от книгите му са илюстрирани именно с негови фотографии.
През 1949 г. се жени за Мари Вацуликова, известна като Мадла. От този брак имат трима сина: най-големият Мартин живее дълго време във Франция, средният — Ондржей Вацулик е журналист — публицист, а най-младият е Ян. Той има още една дъщеря Цецилие и син Йосеф с неговата дългогодишна партньорка Ленка Прохазкова.
Лудвиг Вацулик умира на 6 юни 2015 г. в  Добржиховце. Погребалната церемония се провежда в църквата Св. Вацлав в родния му Броумов на 13 юни 2015 г. Заупокойната литургия се провежда на следващия ден - 14 юни 2015 г. в църквата Св. Салвадор в Прага.

## Признание
- През 1996 г. е награден с орден Т. Г. Масарик III степен.
- През 2008 г. е удостоен с Държавната награда за литература „цялостно литературно и публицистично творчество и за прозата „Час по пиано“.

## Литературно творчество
- Na farmě mládeže, 1958 – новела
- Rušný dům, 1963 – роман
- Vidět svět novýma očima, 1965
- Sekyra, 1966 – роман, използва и елементи от влашкият диалект
- Две хиляди думи, 1968 – манифест за човешките права в Чехословакия
- Morčata, 1970 – роман първоначално публикуван като самиздат, а през v 1977 v Торонто, Канада
- Český snář, 1980 — роман издаден през 1983 v Торонто, Канада, a през 1990 и в Брно) – там са описани действителни случки и личности, неофициални представители на паралелната култура през 70-те год. на 20 в.
- Hlasy nad rukopisem Vaculíkova Českého snáře, 1991 – сборник със статии
- Sólo pro psací stroj, 1984 v Kolíně nad Rýnem – избрани фейлетони от периода 1976–1979
- Jaro je tady: фейлетони от периода 1981–1987 —  1988
- Srpnový rok, 1989 – избрани фейлетони
- Nové vlastenecké písně Karla Havlíčka Borovského, 1990
- Stará dáma se baví, 1991 – избрани фейлетони
- Jak se dělá chlapec, 1993 – с мотиви за изневери и ревност
- Poco rubato, 1994
- Milí spolužáci, 1995 – роман
- Nad jezerem škaredě hrát, 1996 – избрано от творчество му от периода 1990–1995
- Nepaměti, 1998 – избрано от 1969–1972
- Cesta na Praděd, 2001
- Loučení k panně, 2002 – продължение на книгата Jak se dělá chlapec
- Poslední slovo, 2002 – избрани фейлетони публикувани в Lidové noviny през 1989–2001
- Vážený pane Mikule. Dopisy 1967/1988, 2003
- Polepšené pěsničky, 2006
- Hodiny klavíru, 2007
- Tisíce slov. Zpráva o svatbě, 2008
- Dřevěná mysl, 2008
- Petr má medvěda, nebo co, 2008
- Koza na trati, 2011
- Říp nevybuchl, 2012
- Korespondence Janouch/Vaculík, 2012
- Další tisíce (Jonáš a obluda), 2015

## За него
- Pavel Kosatík. Čeští demokraté : 50 nejvýznamnějších osobností veřejného života. (Mladá fronta) Praha 2010. ISBN: 978-80-204-2307-8
- HORÁKOVÁ, Daňa. O Pavlovi. Torst 2020. s. 239-252. ISBN: 9788072155927.